# Reprezentacja Islandii U-21 w piłce nożnej mężczyzn
Reprezentacja Islandii U-21 w piłce nożnej - młodzieżowa reprezentacja Islandii sterowana przez Islandzki związek piłki nożnej. Dotychczas reprezentacja nie awansowała na żadną wielką młodzieżową imprezę. 
Reprezentacja istnieje od 1978 roku kiedy to rozegrała swój pierwszy oficjalny mecz. Spora część piłkarzy z tej reprezentacji to piłkarze którzy są w rezerwach renomowanych klubów. Ta reprezentacja dostarcza również wielu piłkarzy pierwszej reprezentacji.